# Manou, Eure-et-Loir

Manou este o comună în departamentul Eure-et-Loir, Franța. În 1 ianuarie 2022 avea o populație de 606 de locuitori.